# Софија Палеолог
Софија (Зоја) Палеолог је била друга супруга московског великог кнеза Ивана III Рјуриковича (1462—1505) и византијска принцеза из династије Палеолога, ћерка морејског деспота Томе (1428—1460) и братичина последњег византијског цара, Константина XI Палеолога Драгаша (1449—1453).
Мајка великог кнеза Василија III Рјуриковича, бака цара Ивана IV Грозног Рјуриковича.

## Порекло и породица
Софија Палеолог је рођена у браку деспота Томе Палеолога и деспине Катарине Захарије, који су поред ње имали бар још троје деце:
- Андреј (1453 - 1502), титуларни морејски деспот;
- Манојло (1455 - 1512);
- Јелена, удата за српског деспота Лазара Бранковића (1456—1458), од 1446. године, а после муслиманског освајања Србије 1459. године, пребегла је на грчко острво Лефкаду, где се замонашила.

Њен отац је рођен као најмлађи син (од десеторо деце), цара Манојла II Палеолога и царице Јелене Драгаш (ћерке Константина Драгаша (Дејановића)), обласног господара који је владао источном Македонијом. По мајчиној линији он је био чукунунук краља Србије Стефана Дечанског (1322—1331) чија се ћерка Теодора удала за севастократора Дејана (родоначелника Дејановића и оца Константина Дејановића Драгаша) и по тој основи је потомак Немањића. Њена мајка је била ћерка Центурионеа II Захарија (1404—1430), последњег ахајског кнеза. Кнез Центурионе II је потицао из ђеновљанске трговачке породице. Његовог оца је напуљски краљ Карло III Анжујски поставио да влада кнежевином Ахајом. Кнез Центурионе II је наследио власт од свог оца и владао је кнежевином Ахајом све до 1430. године, када је деспот Мореје Тома Палеолог започео напад великих размера на његове поседе. То је приморало кнеза Центурионеа II да се повуче у замак својих предака у Месенији, где је умро 1432. године, две године након мировног уговора којим је деспот Тома оженио његову ћерку кнегињу Катарину. Након његове смрти, територија кнежевине Ахаје је ушла у састав деспотовине Мореје.
Била је удата за московског великог кнеза Ивана III из династије Рјуриковича, са којим је имала седморо деце:
- Ана (1474. године), умрла је у детињству;
- Јелена (1475. године), умрла је у детињству;
- Феодосија (1475—?)
- Василиј III Иванович, московски велики кнез (1505 — 3. децембар 1533);
- Јуриј Иванович, кнез Дмитрова (1505—1536)
- Дмитриј II Жилка, кнез Углича (1505—1521)
- Симеон Иванович, кнез Калуге (1505—1518)
- Андреј Иванович, кнез Старице и Волоколамска (1519—1537)
- Елена Ивановна (19. мај 1476—1513), супруга литванског великог кнеза и краља Пољске Александра Јагелона (1492—1506);
- Евдокија (октобар 1482. / фебруар 1483—1513), од 25, јануара 1506. године, супруга казањског принца Петра Абрамовича (Худајкула);
- Јелена (8. април 1484 - ?)
- Феодосија (29. мај 1485 - 12. фебруар 1501), од 1500. године, супруга кнеза и московског гувернера Василија Даниловича Холмског;

## Биографија
Рођена је, као Зоја, у Мореји (Пелопонез) 1450. или 1451., која је после пада Цариграда 1453. године, постала последње византијско упориште у Европи. Услед сталних сукоба између њеног оца деспота Томе и стрица деспота Димитрија II, Морејска деспотовина је ослабљена и 1460. године је освајају Османлије. Деспот Тома је са породицом, преко Крфа побегао у Рим, у коме је Зоја прешла на католицизам. После очеве смрти 1465. године, старање над њом је преузео кардинал Висарион, некадашњи православни архиепископ и један од заговорника Фирентинске уније.
Током јуна 1472. године, она се у Риму верила са московским великим кнезом Иваном III. Папа Сикст IV (1471—1484) и кардинал Висарион су се надали да ће овим браком успети да остваре снажан утицај у Русији и уведу католицизам, али до тога није дошло. Свечано венчање је обављено 12. 11. 1472. године у Москви, а непосредно пре њега, Зоја је прешла у православље и узела име Софија. Током владавине свог супруга, била је велики покровитељ уметности, што је довело до ширења италијанских и византијских утицаја у Русији.
Умрла је у Москви 7. априла 1503. године.

### На Апенинском полуострву
Пад Византијског царства постао је одлучујући тренутак у Зојиној судбини. Цар Константин XI умире 1453. године током опсаде Цариграда. Седам година касније, 1460. године, Морејску деспотовину заузео је турски султан Мехмед II и деспина Зоја је била принуђена да побегне од Турака, прво са породицом на Крф, а потом у Рим, где је њен отац деспот Тома био признат за законитог наследника византијског престола, а у последњој години живота свога оца, мало касније преобраћена у католичанство. Након крштења по римском обреду, Зоја је добила име Софија. Палеолози су се настанили на двору папе Сикста IV.
После Томине смрти 12. маја 1465. године, (његова жена деспина Катарина је умрла раније исте године), старатељство над његовом децом преузео је познати грчки научник, кардинал Висарион од Никеје, присталица уније. Сачувано је његово писмо у коме даје упутства учитељу сирочади. Из овог писма произилази да ће папа Сикст IV и даље издвајати 3.600 екуа годишње за њихово издржавање (200 екуса месечно: за децу, њихову одећу, коње и слуге; плус они су морали да одвоје за „кишни дан” и да потроше 100 екуа на одржавање скромног двора, који је укључивао доктора, професора латинског и професора грчког и једног или два свештеника).
После Томине смрти, круну Палеолога је де јуре наследио његов син Андреј, који ју је продао разним европским монарсима и умро у сиромаштву. Други син деспота Томе Палеолога, Манојло, вратио се у Цариград за време владавине султана Бајазита II и бацио се на милост и немилост султану. Према неким изворима, прешао је на ислам, засновао породицу и служио у турској морнарици.
Млетачко господство је 1466. године понудило Софију за невесту кипарском краљу Жаку II Лузињану, али је он то одбио. Према речима о. Пирлинга, сјај њеног имена и слава њених предака били су јадни бедем против османских бродова који су крстарили водама Средоземног мора. Године 1467. понуђена је за жену принцу Карачиолу, племенитом италијанском богаташу. Принц је изразио пристанак, након чега је дошло до свечане веридбе. Али Софији није било суђено да постане жена Италијана. У Риму је постало познато да је велики кнез Москве Иван III постао удовац. Руски владар је био млад, имао је само 27 година у време женине смрти и очекивало се да ће ускоро потражити нову жену.
Кардинал Висарион од Никеје видео је ово као шансу да своју идеју унијатизма прошири на руске земље. На његов предлог, папа Павле II је 1469. године послао писмо великом кнезу Ивану III у коме је предложио 14-годишњу Софију Палеолог за невесту. У писму се говори о њој као о „православној хришћанки“, без помена о њеном преобраћењу у католичанство.
Георгије Сфранцес извештава да је 1466. године Софија, која је тада још била дете, била удата за принца Карачола, племенитог италијанског богаташа, али је убрзо остала удовица.

### Венчање са великим кнезом Иваном III Рјуриковичем
Московски велики кнез Иван III остао је удовац 1467. године - умрла му је прва жена велика кнегиња Марија Борисовна, кнегиња Тверска, оставивши га са јединим сином, наследником - кнезом Иваном Млађим.
Софијин брак са великим кнезом Иваном III предложио је 1469. године папа Павле II, вероватно у нади да ће ојачати утицај Католичке цркве у Русији или, можда, зближити католичку и православну цркву — обновити Фирентинску унију. Идеја о браку се можда родила у глави кардинала Висариона.
Руска хроника нам каже: 11. фебруара 1469. године, у Москву је стигао Грк Јуриј од кардинала Висариона великом кнезу са писмом у коме је Софија, ћерка морејског деспота Томе, „православна хришћанка“ (о њеном преласку у католичанство прећутано) била предложена великом кнезу Ивану III за невесту. Велики кнез Иван III се посаветовао са својом мајком, митрополитом Филипом и бојарима и донео позитивну одлуку. Мотиви великог кнеза Ивана III вероватно су били везани за статус, а недавно удовац монарх је пристао да се ожени грчком принцезом.
Илустрована хроника: „Те исте зиме, 11. фебруара, дошао је Грк по имену Јуриј из Рима од кардинала Висариона великом кнезу са писмом у коме је писало да „у Риму морејски деспот Тома староверник из цариградског царства има кћер по имену Софија, хришћанка; ако жели да је узме,као жену, онда ћу је послати у твоју државу. И француски краљ и велики кнез Медјадински послали су јој проводаџије, али она не жели да се придружи Латинима.” Дошли су и Фриази: Карл по имену Иван Фриазин, из Москве ризничар, старији брат, и синовац, син њиховог старијег брата Антон. Велики кнез је послушао ове речи, и размисливши о томе са својим оцем, митрополитом Филипом, и са својом мајком, и са бојарима, тог истог пролећа, 20. марта, посла Ивана Фрјазина папи Павлу и том кардиналу Висариону да види принцезу...“.
Године 1469. Иван Фрјазин (Ђан Батиста делла Волпе) послат је на римски двор да се удвара Софији за великог кнеза. Папа Павле II примио је амбасадора са великом чашћу. Замолио је великог кнеза Ивана III Васиљевича да пошаље бојаре по невесту. Софијска хроника сведочи да је портрет невесте послат назад у Русију са Иваном Фрјазином, а такво световно сликарство се показало као крајње изненађење у Москви - „...и донео је принцезу насликану на икони. (Овај портрет није сачуван, што је веома жалосно, јер га је свакако насликао уметник у папској служби, из генерације Перуђина, Мелоца да Форлија и Педра Беругееа).
Илустрована хроника: „... Дошао је код папе, видео принцезу и објаснио папи и кардиналу Висариону са чиме је послат. Кнегиња је, сазнавши да су велики кнез и сва његова земља православне вере, прихватила њега. Папа, пошто је почастио амбасадора великог кнеза Ивана Фрјазина, послао га је великом кнезу уз услов да ће му дати принцезу, али да ће по њу послати своје бојаре. И папа је дао своје повеље Ивану Фрјазину да амбасадори великог кнеза добровољно путују две године кроз све земље које се заклињу на верност његовом папству, до Рима".
Преговори су трајали три године. Фриазин је по други пут отишао у Рим 16. јануара 1472. године и тамо стигао 23. маја. 1. јуна 1472. године обављена је веридба у одсуству у базилици Светих апостола Петра и Павла. Заменик великог кнеза био је Иван Фриазин. Међу присутним гостима била је супруга владара Фиренце Лоренца Величанственог Клариса Орсини и краљица босанска Катарина. Нови папа, Сикст IV, поред поклона, дао је невести и мираз од 6 хиљада дуката.
24. јуна 1472. године, велики конвој Софије Палеолог, заједно са Иваном Фрјазином, напустио је Рим. Невесту је пратио кардинал Висарион од Никеје, који је требало да схвати могућности које су се отварале Светој столици. Легенда каже да је Софијин мираз укључивао књиге које ће чинити основу збирке чувене библиотеке Ивана IV Грозног.
- Папа Павле IIСофијина пратња: Јуриј Траханиот, Дмитриј Траханиот, Дмитриј (амбасадор њене браће), Свети Касијан Грк. А такође и папски легат, Ђеновљанин Антонио Бонумбре, бискуп Акије (хронике га погрешно називају кардиналом). Са њом је стигао и нећак дипломате Ивана Фриазина, архитекта Антон Фриазин.

Рута путовања је била следећа: северно од Италије преко Немачке, стигли су у луку Либек 1. септембра. Требало је заобићи Пољску, преко које су путници обично ишли копненим путем за Русију – у том тренутку је била у стању сукоба са великим кнезом Иваном III. Путовање морем преко Балтика трајало је 11 дана. Брод је пристао у Коливану (савремени Талин), одакле је конвој кренуо у октобру 1472. године, кроз Дорпат (савремени Тарту), Псков и Велики Новгород. 12. новембра 1472. године, Софија је ушла у Москву.
Још током невестиног путовања руским земљама постало је очигледно да су планови Ватикана да је учини проводником католичанства пропали, пошто је Софија одмах показала повратак вери својих предака. Папски легат Антонио Бонумбре био је лишен могућности да уђе у Москву, носећи пред собом латински крст ( Корсунски крст).
Венчање у Русији обављено је 12 (22) новембра 1472. године у Успенском сабору у Москви. Венчао их је митрополит Филип (по Софијиној хроници - Коломенски протојереј Осија). Према неким индицијама, митрополит Филип је био против брачне заједнице са унијаткињом. Званична великокнежевска хроника тврди да је митрополит Филип крунисао великог кнеза, али незванична збирка (уврштена у Хронике Софије II и Лавовска) негира учешће митрополита Филипа у овој церемонији: „крунисање је извршио Коломенски протојереј Осија, пошто он није наредио ни јереја ни свог локалног протојереја...“.

### Мираз
Музеји Московског Кремља садрже неколико предмета повезаних са именом велике кнегиње Софије Палеолог. Међу њима је и неколико драгоцених реликвијара који потичу из Благовештенског сабора, чији је оквир вероватно настао у Москви. Судећи по натписима, може се претпоставити да је мошти које се налазе у њима донела из Рима.
- Корсунски крст;
- „Лик Христов нерукотворен“. Табла - XV век (?), слика - XIX век (?), рам - последња четвртина (XVII век). Тсата и дробница са ликом светог Василија Великог - 1853. ММК. Према легенди, забележеној средином XIX века, слику је у Москву донела из Рима велика кнегиња Софија Палеолог.
- Икона напрсног реликвијара. Оквир: Москва, друга половина XV века; камеја - Византија, XII –XIII век. (?);
- Пекторална икона. Цариград, X - XI век; оквир - крај XIII - почетак XIV века;
- Икона „Богородица Одигитрија“, XV век.

### Брачни живот
Софијин породични живот је очигледно био успешан, о чему сведоче њени бројни потомци.
За њу су у Москви изграђене посебне одаје и двориште, али су убрзо изгореле 1493. године, а у пожару је уништена и ризница Велике кнегиње. Татишчов преноси доказе да је, наводно, захваљујући интервенцији велике кнегиње Софије, татарски јарам збацио велики кнез Иван III: када се на савету великог кнеза расправљало о захтеву за данак од стране кана Ахмета, и многи су говорили да је боље умирити зле даровима него пролити сву крв, а онда се велика кнегиња Софија горко расплакала и наговорила је свог мужа да прекине плаћање трибута.
Пре Ахматове инвазије 1480. године, због сигурности, велика кнегиња Софија је, заједно са својом децом, двором, бојарима и кнежевом ризницом, послата прво у Дмитров, а затим у Белоозеро; ако кан Ахмет пређе Оку и заузме Москву, речено јој је да бежи северније ка мору. То је Висариону, владару Ростова, дало повода да у својој поруци упозори великог кнеза Ивана III Васиљевича на сталне мисли и претерану везаност за његову жену и децу. Једна од хроника бележи да се велики кнез Иван III успаничио: „ужас га обузе, и он хтеде да побегне са обале, и посла своју велику принцезу Римљанку и ризницу са њом у Белоозеро“.
Породица се вратила у Москву тек зими. Венецијански посланик Контарини прича да се 1476. године представио великој кнегињи Софији, која га је примила учтиво и љубазно и усрдно га замолила да у њено име ода почаст најсмиренијој републици.
Постоји легенда везана за рођење Софијиног сина Василија III, престолонаследника: наводно, током једног од њених ходочашћа у Тројичну лавру Светог Сергија, у селу Клементјево, велика кнегиња Софија Палеолог имала је визију Светог Сергија Радоњешког у њеном малом детету.

### Династички проблеми и ривалства
Временом је други брак великог кнеза постао један од извора напетости на двору. Убрзо су се појавиле две групе дворског племства, од којих је једна подржавала престолонаследника Ивана Ивановича Млађег, а друга нову велику кнегињу Софију Палеолог. Млечанин А. Контарини је 1476. године, забележио да је наследник био „у немилости свог оца, јер се лоше понашао са деспином“ (Софијом), али се већ 1477. године кнез Иван Иванович помиње као савладар његовог оца.
У наредним годинама велика кнежевска породица је значајно порасла: велика кнегиња Софија и велики кнез Иван III Рјурикович су имали укупно деветоро деце - пет синова и четири ћерке.
У међувремену, јануара 1483. године ступио је у брак и престолонаследник Иван Иванович Млађи. Жена му је била ћерка владара Молдавије кнеза Стефана III Великог, кнегиња Елена Волошанка, која се одмах нашла у сукобу са свекрвом. 10. октобра 1483. године им се родио син Дмитриј. После припајања Твера 1485. године, Ивана Млађег је његов отац именовао за кнеза Твера; У једном од извора овог периода, велики кнез Иван III и кнез Иван Млађи се називају „аутократама руске земље“. Дакле, током 1480-их, положај кнеза Ивана Ивановича као законског наследника био је прилично сигуран.
Положај присталица велике кнегиње Софије Палеолог био је мање повољан. Тако, посебно, велика кнегиња није успела да добије државне положаје за своје рођаке; Њен брат Андреј напустио је Москву без ичега, а њена братаница Марија, супруга кнеза Василија Верејског (наследника Верејско-Белозерске кнежевине), била је принуђена да са мужем побегне у Литванију, што је такође утицало на Софијину ситуацију. Према изворима, велика кнегиња Софија је, договоривши брак своје братанице Марије и кнеза Василија Веријског, 1483. године, дала свом рођаку драгоцени комад накита - "саженије" са бисерима и камењем, који је раније припадао првој жени великог кнеза Ивана III, великој кнегињи Марији Борисовној. Велики кнез Иван III Василијевич Рјурикович, који је желео да кнегиња Елена Волошанка „подари“, наљутио се када је открио губитак накита и наредио је да почне потрага. Кнез Василиј Веријски није чекао да се против њега предузму мере и, повевши жену са собом, побегао је у Литванију. Један од резултата ове приче био је пренос Веријско-Белозерске кнежевине под власт великог кнеза Ивана III по вољи кнеза Михаила Веријског, Василијевог оца. Тек 1493. године, велика кнегиња Софија је добила наклоност великог кнеза за кнеза Василија: прогонство је укинуто.
Међутим, до 1490. године ступиле су на снагу нове околности. Син великог кнеза, престолонаследник, кнез Иван Иванович, разболео се од „кампчуге у ногама“ (гихта). Софија је наручила лекара из Венеције, „мистро Леона“, који је дрско обећао великом кнезу Ивану III да ће излечити престолонаследника; Међутим, сви напори лекара су били безуспешни и 7. марта 1490. године, кнез Иван Млађи је умро. Доктор је погубљен, а по Москви су почеле да се шире гласине о тровању наследника; Сто година касније, Андреј Курбски је ове гласине забележио као неоспорне чињенице. Савремени историчари хипотезу о тровању кнеза Ивана Младђег сматрају непроверљивом због недостатка извора.
Дана 4. фебруара 1498. године у Успенском сабору извршено је крунисање кнеза Дмитрија Унука. Велика кнегиња Софија и њен син кнез Василиј нису били позвани. Међутим, 11. априла 1502. године, династичка борба је дошла до свог краја. Према летопису, велики кнез Иван III је „прогнао свог унука, великог кнеза Дмитрија, и његову мајку велику кнегињу Јелену, и због тога није наредио да се данима помињу у јектенијама, нити да се називају великим кнежевима, и поставио их је за судске извршитеље. Неколико дана касније кнезу Василију Ивановичу је додељена титула Великог кнеза; Ускоро су унук Дмитриј и његова мајка Јелена Волошанка пребачени из кућног притвора у затвор. Тако се борба унутар великокнежевске породице завршила победом кнеза Василија; постао је очев савладар и легитимни наследник огромне моћи. Пад Дмитрија Унука и његове мајке такође је предодредио судбину московско-новгородског реформског покрета у православној цркви: Црквени сабор 1503. године га је коначно победио; Погубљене су многе истакнуте и напредне личности овог покрета. Што се тиче судбине оних који су изгубили династичку борбу, она је била тужна: 18. јануара 1505. године Јелена Стефановна је умрла у заточеништву, а 1509. године, је и сам Дмитриј умро „у невољи, у затвору“. „Неки верују да је умро од глади и хладноће, други да се угушио од дима“, извештава Херберштајн о његовој смрти.

### Смрт
Умрла је 7. априла 1503. године, две године пре смрти свог мужа (умро 27. октобра 1505. године).
Сахрањена је у масивном белокаменом саркофагу у гробници Вазнесенске цркве у Кремљу поред гроба велике кнегиње Марије Борисовне, прве жене великог кнеза Ивана III. На поклопцу саркофага оштрим инструментом је изгребана реч „Софија“.
Саборна црква је уништена 1929. године, а остаци велике кнегиње Софије, као и остаци других жена царског дома, пренети су у подземну одају јужног дела доградђене Архангелске цркве.

## Личност

### Став савременика
Византијска принцеза није била популарна; сматрана је интелигентном, али поносном, лукавом и превртљивом. Непријатељство према њој се чак одразило и у хроникама: на пример, о њеном повратку из Белоозера, хроничар бележи: „Велика кнегиња Софија... побегла је од Татара у Белоозеро, али је нико није јурио; а у земљама кроз које је путовала, још више Татари - од бојарских робова, од хришћанских крвопија. Награди их, Господе, по делима њиховим и по злоћи њихових подухвата“.
Осрамоћени члан Думе Василија III, Берсен Беклемишев, у разговору са Максимом Грком, говорио је о њој овако: „Наша руска земља живела је у миру и тишини. Када је овамо дошла мајка великог кнеза Софија са вашим Грцима, наша се земља помутила и велики немир нас је захватио, као што је био у Цариграду под вашим царевима.” Максим је приговорио: „Господине, велика кнегиња Софија је била велике лозе са обе стране: са очеве, из царске лозе, и са стране своје мајке, од великог војводе Италије. Берсен је одговорио: „Шта год да је; „Да, дошло је до нашег незадовољства.” Овај немир се, по Берсену, огледао у томе што је од тада „велики кнез променио старе обичаје”, „сада наш суверен, закључавши се на трећем месту у свом кревету, ради свашта”.
Кнез Андреј Курбски је посебно оштар према великој кнегињи Софији. Он је уверен да је „ђаво посејао зао морал у добру лозу руских кнежева, посебно у њихове зле жене и врачаре, баш као и код израелских краљева, посебно оних које су отели од туђинаца“; оптужује велику кнегињу Софију да је отровала кнеза Ивана Младог, за смрт кнегиње Јелене, да је затворила кнеза Дмитрија, кнеза Андреја од Углича и друге особе, и презриво је назива Гркињом, грчком „чаробницом“.
У Тројице-Сергијевом манастиру се налази свилени покров, сашивен Софијиним рукама 1498. године; Њено име је извезено на велу, а себе назива не великом кнегињом московском, већ „Цариградском принцезом“. Очигледно је високо ценила своју бившу титулу ако је се сећа и после 26 година брака.

### Изглед
Када су 1472. године Клариса Орсини и дворски песник њеног мужа Луиђи Пулчи били сведоци веридбе у одсуству која се одиграла у Ватикану, заједљиви дух Пулчи, да би забавио Лоренца Величанственог, који је остао у Фиренци, послао му је комичан приказ догађаја и појављивања дебеле невесте, где ју је описао као дебелу невесту. Међутим, канони лепоте у Италији и Русији су се у то време приметно разликовали, а претерана дебљина невесте по италијанским стандардима није се сматрала недостатком за жене руских кнежева. Према болоњским хроничарима који су описали пролазак њене поворке кроз град, она је била ниског раста, имала је веома лепе очи и задивљујуће белу кожу. Судећи по изгледу, изгледала је као да има 24 године.
У децембру 1994. године у Москви је почело истраживање принцезиних остатака. Добро су очуване (скоро комплетан скелет са изузетком појединачних ситних костију). Форензичар Сергеј Никитин, који је реконструисао њен изглед Герасимовљевом методом, истиче: „После поређења лобање, кичме, сакрума, карличних костију и доњих удова, узимајући у обзир приближну дебљину недостајућих меких ткива и међукоштаних кратких хрскавица, било је могуће сазнати да је Софија ниска, око 160 cm, пуначка, са снажним цртама лица. На основу степена фузије шавова лобање и истрошености зуба, биолошка старост Велике кнегиње је одређена на 50-60 година, што одговара историјским подацима. „Најпре је њен скулптурални портрет изливен од специјалног меког пластелина, а затим је направљен гипсани одлив и тониран да личи на карарски мермер“.
Особине „медитеранског“ антрополошког типа у изгледу Ивана Грозног и његова сличност са баком по оцу коначно су оповргли гласине да га је мајка Јелена Глинска родила од љубавника.

### Улога у историји
Постоје различите верзије о улози велике кнегиње Софије Палеолог у историји руске државе:
- Уметници и архитекте су позвани из западне Европе да украсе палату и престоницу. Подигнути су нови храмови и нове палате. Италијан Аристотел Фиораванти саградио је Успенски и Благовештенски храм. Москва је била украшена Фасетираном комором, кулама Кремља, палатом Терем, а на крају је подигнут и Архангелски храм.
- Зарад женидбе свог сина Василија III увела је византијски обичај прегледа невесте.
- Трећи Рим.
- Неки историчари верују да је двоглави орао Палеолога касније постао грб Русије. Међутим, не слажу се сви са овим.

## Слика у уметности

### У сликарству
- Као што речник из XIX века указује, постоји фреска на којој је, међу свргнутим владарима који окружују папу Сикста IV, смештена и Софија; „али судећи по ношњи, ова слика вероватно није настала у XV веку, већ много касније“[20].
- Унук велике кнегиње Софије Палеолог, цар Иван IV  Грозни Василијевич Рјурикович.Абегјан, Мхер Манукович (1909—1978). Цртеж „Свадба Ивана  са византијском принцезом Софијом”. Абегјан, Мхер Манукович (1909—1978). Цртеж „Свадба Ивана III са византијском принцезом Софијом”.

### У књижевности
- Николај Спаски, роман "Визант". Радња се одвија у Италији из XV века након пада Цариграда. Главни лик интригира да уда Зоју Палеолог за руског владара.
- Георгиос Леонардос, роман „Софија Палеологина – од Византије до Русије”.
- Николај Аксаков је венецијанском лекару Леону Жидовину посветио причу, која говори о пријатељству јеврејског лекара са хуманистом Пиком дела Мирандолом, и о његовом путовању из Италије заједно са братом царице Софије Андрејем Палеологом, руским изасланицима Семјоном Толбузином, Манојлом и Дмитријем Ралевом, - архитекте, јувелири, оружари. — позван на службу од московског владара.
- Иван Лажечников. „Басурман” је роман о докторки Софији.
- Валерија Јазвицког, роман „Иван III – владар целе Русије“ поново ствара еру владавине великог кнеза Ивана III (1440-1505), супруга велике кнегиње Софије.
- Људмила Гордејева, „Иван III Велики“ је историјски роман из четири дела, који говори о најважнијем периоду руске историје у другој половини XV века за време владавине Ивана III.
- Максим Грк, роман „У сенци крста“. Догађаји се дешавају 1489. године, велика кнегиња Софија и њен народ боре се против дворјана великог кнеза Ивана III, док истовремено покушавају да обуздају ширење јереси у Русији.

### Филмографија
- Софија је ТВ серија на ТВ каналу Русија. 2016.  Улогу Софије Палеолог играла је Марија Андреева.
- Праунука, кнегиња Старицка. Пластична реконструкција. Према научницима, њено лице показује велику сличност са великом кнегињом Софијом.[22]Рјуриковичи. Историја прве династије (2019; Русија) је документарна драма у режији Максима Беспалија, са Валеријом Ватаман као Софијом.

### Велика кнегиња Софија Палеолог
Добро и зло мерено
Са скалама неуједначених купола,
О византијско чело,
Полуосмех бескрвних усана!
Ни аргументом ни мачем
Цариград је кован и обликован.
Наивни варварин је био заведен
Својим подмуклим сјајем.
Не једном вешт иконописац,
Стварање на даскама чемпреса,
Спасао га је од уништења
Слика равних лица.
А где су границе славља,
Када — ухваћена ватрена птица —
Превозили су прекоокеанску краљицу
До главног града Москве.
Као шлемови ту су биле куполе.
Заљуљали су се на звук.
Чувала га је у срцу
Као дланови белих ласта.
И већ је био неоспоран
Закон мача у условним стварима...
Са полуосмехом бескрвних усана
Упознала је Трећи Рим.
Давид Самоилов

## Породично стабло
| \| \| \| \| \| \| \| \| \| \| \| \| \| \| 16. Андроник III Палеолог \| \| \| \| \| \| \| \| \| \| \| \| \| \| \| \| \| \| \| \| \| \| \| \| \| \| \| \| \| \| \| \| \| \| \| \| \| \| \| \| \| \| \| \| \| \| \| \| \| \| \| \| \| \| \| \| \| \| \| \| 8. Јован V Палеолог \| \| \| \| \| \| \| \| \| \| \| \| \| \| \| \| \| \| \| \| \| \| \| \| \| \| \| \| \| \| \| \| \| \| \| \| \| \| \| \| \| \| \| \| \| \| \| \| \| \| \| \| \| \| \| \| \| \| \| \| \| \| \| \| \| \| \| \| \| \| \| \| 17. Ана Савојска \| \| \| \| \| \| \| \| \| \| \| \| \| \| \| \| \| \| \| \| \| \| \| \| \| \| \| \| \| \| \| \| \| \| \| \| \| \| \| \| \| \| \| \| \| \| \| \| \| \| \| \| \| \| \| \| \| \| \| \| \| \| \| \| \| \| \| \| \| \| \| \| 4. Манојло II Палеолог \| \| \| \| \| \| \| \| \| \| \| \| \| \| \| \| \| \| \| \| \| \| \| \| \| \| \| \| \| \| \| \| \| \| \| \| \| \| \| \| \| \| \| \| \| \| \| \| \| \| \| \| \| \| \| \| \| \| \| \| \| \| \| \| \| \| \| \| \| \| \| \| 18. Јован VI Кантакузин \| \| \| \| \| \| \| \| \| \| \| \| \| \| \| \| \| \| \| \| \| \| \| \| \| \| \| \| \| \| \| \| \| \| \| \| \| \| \| \| \| \| \| \| \| \| \| \| \| \| \| \| \| \| \| \| \| \| \| \| \| \| \| \| \| \| \| \| \| \| \| \| 9. Јелена Кантакузин \| \| \| \| \| \| \| \| \| \| \| \| \| \| \| \| \| \| \| \| \| \| \| \| \| \| \| \| \| \| \| \| \| \| \| \| \| \| \| \| \| \| \| \| \| \| \| \| \| \| \| \| \| \| \| \| \| \| \| \| \| \| \| \| \| \| \| \| \| \| \| \| 19. Ирина Асен \| \| \| \| \| \| \| \| \| \| \| \| \| \| \| \| \| \| \| \| \| \| \| \| \| \| \| \| \| \| \| \| \| \| \| \| \| \| \| \| \| \| \| \| \| \| \| \| \| \| \| \| \| \| \| \| \| \| \| \| \| \| \| \| \| \| \| \| \| \| \| \| 2. Тома Палеолог \| \| \| \| \| \| \| \| \| \| \| \| \| \| \| \| \| \| \| \| \| \| \| \| \| \| \| \| \| \| \| \| \| \| \| \| \| \| \| \| \| \| \| \| \| \| \| \| \| \| \| \| \| \| \| \| \| \| \| \| \| \| \| \| \| \| \| \| \| \| \| \| 20. Dejan \| \| \| \| \| \| \| \| \| \| \| \| \| \| \| \| \| \| \| \| \| \| \| \| \| \| \| \| \| \| \| \| \| \| \| \| \| \| \| \| \| \| \| \| \| \| \| \| \| \| \| \| \| \| \| \| \| \| \| \| \| \| \| \| \| \| \| \| \| \| \| \| 10. Константин Драгаш Дејановић \| \| \| \| \| \| \| \| \| \| \| \| \| \| \| \| \| \| \| \| \| \| \| \| \| \| \| \| \| \| \| \| \| \| \| \| \| \| \| \| \| \| \| \| \| \| \| \| \| \| \| \| \| \| \| \| \| \| \| \| \| \| \| \| \| \| \| \| \| \| \| \| 21. Теодора Немањић \| \| \| \| \| \| \| \| \| \| \| \| \| \| \| \| \| \| \| \| \| \| \| \| \| \| \| \| \| \| \| \| \| \| \| \| \| \| \| \| \| \| \| \| \| \| \| \| \| \| \| \| \| \| \| \| \| \| \| \| \| \| \| \| \| \| \| \| \| \| \| \| 5. Јелена Драгаш \| \| \| \| \| \| \| \| \| \| \| \| \| \| \| \| \| \| \| \| \| \| \| \| \| \| \| \| \| \| \| \| \| \| \| \| \| \| \| \| \| \| \| \| \| \| \| \| \| \| \| \| \| \| \| \| \| \| \| \| \| \| \| \| \| \| \| \| \| \| \| \| \| \| \| \| \| \| \| \| \| \| \| \| \| \| \| \| \| \| \| \| \| \| \| \| \| \| \| \| \| \| \| \| \| \| \| \| \| \| \| \| \| \| \| \| \| \| \| \| \| \| \| \| \| \| \| \| \| \| \| \| \| \| \| \| \| \| \| \| \| \| \| \| \| \| \| \| \| \| \| \| \| \| \| \| \| \| \| \| \| \| \| \| \| \| \| \| \| \| \| \| \| \| \| \| \| \| \| \| \| \| \| \| \| \| \| \| \| \| \| \| \| \| \| \| \| \| \| \| \| \| \| \| \| \| \| \| \| \| \| \| \| \| \| \| \| \| \| \| \| \| \| \| \| \| \| \| \| \| \| \| \| \| \| \| \| \| \| \| \| \| \| \| \| \| \| \| \| \| \| \| \| \| \| \| \| \| \| \| \| \| \| \| \| \| \| \| \| \| \| \| \| \| \| \| \| \| \| \| \| \| \| \| \| \| \| \| 1. Софија Палеолог \| \| \| \| \| \| \| \| \| \| \| \| \| \| \| \| \| \| \| \| \| \| \| \| \| \| \| \| \| \| \| \| \| \| \| \| \| \| \| \| \| \| \| \| \| \| \| \| \| \| \| \| \| \| \| \| \| \| \| \| \| \| \| \| \| \| \| \| \| \| \| \| 24. Центурионе I Захарија \| \| \| \| \| \| \| \| \| \| \| \| \| \| \| \| \| \| \| \| \| \| \| \| \| \| \| \| \| \| \| \| \| \| \| \| \| \| \| \| \| \| \| \| \| \| \| \| \| \| \| \| \| \| \| \| \| \| \| \| \| \| \| \| \| \| \| \| \| \| \| \| 12. Andronikos Asen Zaccaria \| \| \| \| \| \| \| \| \| \| \| \| \| \| \| \| \| \| \| \| \| \| \| \| \| \| \| \| \| \| \| \| \| \| \| \| \| \| \| \| \| \| \| \| \| \| \| \| \| \| \| \| \| \| \| \| \| \| \| \| \| \| \| \| \| \| \| \| \| \| \| \| \| \| \| \| \| \| \| \| \| \| \| \| \| \| \| \| \| \| \| \| \| \| \| \| \| \| \| \| \| \| \| \| \| \| \| \| \| \| \| \| \| \| \| \| \| \| \| \| \| \| \| \| \| \| \| \| \| \| \| \| \| \| \| \| \| \| \| \| \| \| \| \| 6. Центурионе II Захарија \| \| \| \| \| \| \| \| \| \| \| \| \| \| \| \| \| \| \| \| \| \| \| \| \| \| \| \| \| \| \| \| \| \| \| \| \| \| \| \| \| \| \| \| \| \| \| \| \| \| \| \| \| \| \| \| \| \| \| \| \| \| \| \| \| \| \| \| \| \| \| \| 26. Erard III Le Maure, Baron of Arcadia \| \| \| \| \| \| \| \| \| \| \| \| \| \| \| \| \| \| \| \| \| \| \| \| \| \| \| \| \| \| \| \| \| \| \| \| \| \| \| \| \| \| \| \| \| \| \| \| \| \| \| \| \| \| \| \| \| \| \| \| \| \| \| \| \| \| \| \| \| \| \| \| 13. Unnamed \| \| \| \| \| \| \| \| \| \| \| \| \| \| \| \| \| \| \| \| \| \| \| \| \| \| \| \| \| \| \| \| \| \| \| \| \| \| \| \| \| \| \| \| \| \| \| \| \| \| \| \| \| \| \| \| \| \| \| \| \| \| \| \| \| \| \| \| \| \| \| \| \| \| \| \| \| \| \| \| \| \| \| \| \| \| \| \| \| \| \| \| \| \| \| \| \| \| \| \| \| \| \| \| \| \| \| \| \| \| \| \| \| \| \| \| \| \| \| \| \| \| \| \| \| \| \| \| \| \| \| \| \| \| \| \| \| \| \| \| \| \| \| \| 3. Катарија Захарија \| \| \| \| \| \| \| \| \| \| \| \| \| \| \| \| \| \| \| \| \| \| \| \| \| \| \| \| \| \| \| \| \| \| \| \| \| \| \| \| \| \| \| \| \| \| \| \| \| \| \| \| \| \| \| \| \| \| \| \| \| \| \| \| \| \| \| \| \| \| \| \| 28. Леонардо I Токо \| \| \| \| \| \| \| \| \| \| \| \| \| \| \| \| \| \| \| \| \| \| \| \| \| \| \| \| \| \| \| \| \| \| \| \| \| \| \| \| \| \| \| \| \| \| \| \| \| \| \| \| \| \| \| \| \| \| \| \| \| \| \| \| \| \| \| \| \| \| \| \| 14. Леонардо II Токо \| \| \| \| \| \| \| \| \| \| \| \| \| \| \| \| \| \| \| \| \| \| \| \| \| \| \| \| \| \| \| \| \| \| \| \| \| \| \| \| \| \| \| \| \| \| \| \| \| \| \| \| \| \| \| \| \| \| \| \| \| \| \| \| \| \| \| \| \| \| \| \| 29. Maddalena Acciaiuoli dei Buondelmonti \| \| \| \| \| \| \| \| \| \| \| \| \| \| \| \| \| \| \| \| \| \| \| \| \| \| \| \| \| \| \| \| \| \| \| \| \| \| \| \| \| \| \| \| \| \| \| \| \| \| \| \| \| \| \| \| \| \| \| \| \| \| \| \| \| \| \| \| \| \| \| \| 7. Creusa Tocco \| \| \| \| \| \| \| \| \| \| \| \| \| \| \| \| \| \| \| \| \| \| \| \| \| \| \| \| \| \| \| \| \| \| \| \| \| \| \| \| \| \| \| \| \| \| \| \| \| \| \| \| |                                           |  |  |  |  |  |  |  |  |  |  |  |                           |  |  |  |
| |                                           |  |  |  |  |  |  |  |  |  |  |  | 16. Андроник III Палеолог |  |  |  |
| |                                           |  |  |  |  |  |  |  |  |  |  |  |                           |  |  |  |
| |                                           |  |  |  |  |  |  |  |  |  |  |  |                           |  |  |  |
| |                                           |  |  |  |  |  |  |  |  |  |  |  |                           |  |  |  |
| | 8. Јован V Палеолог                       |  |  |  |  |  |  |  |  |  |  |  |                           |  |  |  |
| |                                           |  |  |  |  |  |  |  |  |  |  |  |                           |  |  |  |
| |                                           |  |  |  |  |  |  |  |  |  |  |  |                           |  |  |  |
| |                                           |  |  |  |  |  |  |  |  |  |  |  |                           |  |  |  |
| | 17. Ана Савојска                          |  |  |  |  |  |  |  |  |  |  |  |                           |  |  |  |
| |                                           |  |  |  |  |  |  |  |  |  |  |  |                           |  |  |  |
| |                                           |  |  |  |  |  |  |  |  |  |  |  |                           |  |  |  |
| |                                           |  |  |  |  |  |  |  |  |  |  |  |                           |  |  |  |
| | 4. Манојло II Палеолог                    |  |  |  |  |  |  |  |  |  |  |  |                           |  |  |  |
| |                                           |  |  |  |  |  |  |  |  |  |  |  |                           |  |  |  |
| |                                           |  |  |  |  |  |  |  |  |  |  |  |                           |  |  |  |
| |                                           |  |  |  |  |  |  |  |  |  |  |  |                           |  |  |  |
| | 18. Јован VI Кантакузин                   |  |  |  |  |  |  |  |  |  |  |  |                           |  |  |  |
| |                                           |  |  |  |  |  |  |  |  |  |  |  |                           |  |  |  |
| |                                           |  |  |  |  |  |  |  |  |  |  |  |                           |  |  |  |
| |                                           |  |  |  |  |  |  |  |  |  |  |  |                           |  |  |  |
| | 9. Јелена Кантакузин                      |  |  |  |  |  |  |  |  |  |  |  |                           |  |  |  |
| |                                           |  |  |  |  |  |  |  |  |  |  |  |                           |  |  |  |
| |                                           |  |  |  |  |  |  |  |  |  |  |  |                           |  |  |  |
| |                                           |  |  |  |  |  |  |  |  |  |  |  |                           |  |  |  |
| | 19. Ирина Асен                            |  |  |  |  |  |  |  |  |  |  |  |                           |  |  |  |
| |                                           |  |  |  |  |  |  |  |  |  |  |  |                           |  |  |  |
| |                                           |  |  |  |  |  |  |  |  |  |  |  |                           |  |  |  |
| |                                           |  |  |  |  |  |  |  |  |  |  |  |                           |  |  |  |
| | 2. Тома Палеолог                          |  |  |  |  |  |  |  |  |  |  |  |                           |  |  |  |
| |                                           |  |  |  |  |  |  |  |  |  |  |  |                           |  |  |  |
| |                                           |  |  |  |  |  |  |  |  |  |  |  |                           |  |  |  |
| |                                           |  |  |  |  |  |  |  |  |  |  |  |                           |  |  |  |
| | 20. Dejan                                 |  |  |  |  |  |  |  |  |  |  |  |                           |  |  |  |
| |                                           |  |  |  |  |  |  |  |  |  |  |  |                           |  |  |  |
| |                                           |  |  |  |  |  |  |  |  |  |  |  |                           |  |  |  |
| |                                           |  |  |  |  |  |  |  |  |  |  |  |                           |  |  |  |
| | 10. Константин Драгаш Дејановић           |  |  |  |  |  |  |  |  |  |  |  |                           |  |  |  |
| |                                           |  |  |  |  |  |  |  |  |  |  |  |                           |  |  |  |
| |                                           |  |  |  |  |  |  |  |  |  |  |  |                           |  |  |  |
| |                                           |  |  |  |  |  |  |  |  |  |  |  |                           |  |  |  |
| | 21. Теодора Немањић                       |  |  |  |  |  |  |  |  |  |  |  |                           |  |  |  |
| |                                           |  |  |  |  |  |  |  |  |  |  |  |                           |  |  |  |
| |                                           |  |  |  |  |  |  |  |  |  |  |  |                           |  |  |  |
| |                                           |  |  |  |  |  |  |  |  |  |  |  |                           |  |  |  |
| | 5. Јелена Драгаш                          |  |  |  |  |  |  |  |  |  |  |  |                           |  |  |  |
| |                                           |  |  |  |  |  |  |  |  |  |  |  |                           |  |  |  |
| |                                           |  |  |  |  |  |  |  |  |  |  |  |                           |  |  |  |
| |                                           |  |  |  |  |  |  |  |  |  |  |  |                           |  |  |  |
| |                                           |  |  |  |  |  |  |  |  |  |  |  |                           |  |  |  |
| |                                           |  |  |  |  |  |  |  |  |  |  |  |                           |  |  |  |
| |                                           |  |  |  |  |  |  |  |  |  |  |  |                           |  |  |  |
| |                                           |  |  |  |  |  |  |  |  |  |  |  |                           |  |  |  |
| |                                           |  |  |  |  |  |  |  |  |  |  |  |                           |  |  |  |
| |                                           |  |  |  |  |  |  |  |  |  |  |  |                           |  |  |  |
| |                                           |  |  |  |  |  |  |  |  |  |  |  |                           |  |  |  |
| |                                           |  |  |  |  |  |  |  |  |  |  |  |                           |  |  |  |
| |                                           |  |  |  |  |  |  |  |  |  |  |  |                           |  |  |  |
| |                                           |  |  |  |  |  |  |  |  |  |  |  |                           |  |  |  |
| |                                           |  |  |  |  |  |  |  |  |  |  |  |                           |  |  |  |
| |                                           |  |  |  |  |  |  |  |  |  |  |  |                           |  |  |  |
| | 1. Софија Палеолог                        |  |  |  |  |  |  |  |  |  |  |  |                           |  |  |  |
| |                                           |  |  |  |  |  |  |  |  |  |  |  |                           |  |  |  |
| |                                           |  |  |  |  |  |  |  |  |  |  |  |                           |  |  |  |
| |                                           |  |  |  |  |  |  |  |  |  |  |  |                           |  |  |  |
| | 24. Центурионе I Захарија                 |  |  |  |  |  |  |  |  |  |  |  |                           |  |  |  |
| |                                           |  |  |  |  |  |  |  |  |  |  |  |                           |  |  |  |
| |                                           |  |  |  |  |  |  |  |  |  |  |  |                           |  |  |  |
| |                                           |  |  |  |  |  |  |  |  |  |  |  |                           |  |  |  |
| | 12. Andronikos Asen Zaccaria              |  |  |  |  |  |  |  |  |  |  |  |                           |  |  |  |
| |                                           |  |  |  |  |  |  |  |  |  |  |  |                           |  |  |  |
| |                                           |  |  |  |  |  |  |  |  |  |  |  |                           |  |  |  |
| |                                           |  |  |  |  |  |  |  |  |  |  |  |                           |  |  |  |
| |                                           |  |  |  |  |  |  |  |  |  |  |  |                           |  |  |  |
| |                                           |  |  |  |  |  |  |  |  |  |  |  |                           |  |  |  |
| |                                           |  |  |  |  |  |  |  |  |  |  |  |                           |  |  |  |
| |                                           |  |  |  |  |  |  |  |  |  |  |  |                           |  |  |  |
| | 6. Центурионе II Захарија                 |  |  |  |  |  |  |  |  |  |  |  |                           |  |  |  |
| |                                           |  |  |  |  |  |  |  |  |  |  |  |                           |  |  |  |
| |                                           |  |  |  |  |  |  |  |  |  |  |  |                           |  |  |  |
| |                                           |  |  |  |  |  |  |  |  |  |  |  |                           |  |  |  |
| | 26. Erard III Le Maure, Baron of Arcadia  |  |  |  |  |  |  |  |  |  |  |  |                           |  |  |  |
| |                                           |  |  |  |  |  |  |  |  |  |  |  |                           |  |  |  |
| |                                           |  |  |  |  |  |  |  |  |  |  |  |                           |  |  |  |
| |                                           |  |  |  |  |  |  |  |  |  |  |  |                           |  |  |  |
| | 13. Unnamed                               |  |  |  |  |  |  |  |  |  |  |  |                           |  |  |  |
| |                                           |  |  |  |  |  |  |  |  |  |  |  |                           |  |  |  |
| |                                           |  |  |  |  |  |  |  |  |  |  |  |                           |  |  |  |
| |                                           |  |  |  |  |  |  |  |  |  |  |  |                           |  |  |  |
| |                                           |  |  |  |  |  |  |  |  |  |  |  |                           |  |  |  |
| |                                           |  |  |  |  |  |  |  |  |  |  |  |                           |  |  |  |
| |                                           |  |  |  |  |  |  |  |  |  |  |  |                           |  |  |  |
| |                                           |  |  |  |  |  |  |  |  |  |  |  |                           |  |  |  |
| | 3. Катарија Захарија                      |  |  |  |  |  |  |  |  |  |  |  |                           |  |  |  |
| |                                           |  |  |  |  |  |  |  |  |  |  |  |                           |  |  |  |
| |                                           |  |  |  |  |  |  |  |  |  |  |  |                           |  |  |  |
| |                                           |  |  |  |  |  |  |  |  |  |  |  |                           |  |  |  |
| | 28. Леонардо I Токо                       |  |  |  |  |  |  |  |  |  |  |  |                           |  |  |  |
| |                                           |  |  |  |  |  |  |  |  |  |  |  |                           |  |  |  |
| |                                           |  |  |  |  |  |  |  |  |  |  |  |                           |  |  |  |
| |                                           |  |  |  |  |  |  |  |  |  |  |  |                           |  |  |  |
| | 14. Леонардо II Токо                      |  |  |  |  |  |  |  |  |  |  |  |                           |  |  |  |
| |                                           |  |  |  |  |  |  |  |  |  |  |  |                           |  |  |  |
| |                                           |  |  |  |  |  |  |  |  |  |  |  |                           |  |  |  |
| |                                           |  |  |  |  |  |  |  |  |  |  |  |                           |  |  |  |
| | 29. Maddalena Acciaiuoli dei Buondelmonti |  |  |  |  |  |  |  |  |  |  |  |                           |  |  |  |
| |                                           |  |  |  |  |  |  |  |  |  |  |  |                           |  |  |  |
| |                                           |  |  |  |  |  |  |  |  |  |  |  |                           |  |  |  |
| |                                           |  |  |  |  |  |  |  |  |  |  |  |                           |  |  |  |
| | 7. Creusa Tocco                           |  |  |  |  |  |  |  |  |  |  |  |                           |  |  |  |
| |                                           |  |  |  |  |  |  |  |  |  |  |  |                           |  |  |  |
| |                                           |  |  |  |  |  |  |  |  |  |  |  |                           |  |  |  |